# Museo dell'Abruzzo bizantino e altomedievale
Il Museo dell'Abruzzo Bizantino ed Altomedievale si trova a Crecchio in provincia di Chieti.

## Orario di Apertura
- dal 15 giugno al 15 settembre : tutti i giorni, compreso i festivi, ore 10:00-12:00 / 16:00-20:00.[1]
- dal 16 settembre al 31 marzo: sabato ore: 15:00-18:00, domenica e festivi ore 10:00-12:00 / 15:00-18:00.[1]
- dal 1 aprile al 14 giugno: sabato ore 16:00-19:00, domenica e festivi 10:00-12:00 / 16:00-19:00.[1]
- I restanti giorni della settimana il museo è aperto su prenotazione.[1]

## Descrizione
È sito nel Castello Ducale ed espone oggetti rinvenuti nelle ricerche dell'Archeoclub d'Italia in collaborazione con la Sopraintendenza Archeologica d'Abruzzo in una villa romano-bizantina presso la località di Vassarella nel comune di Crecchio tra il 1988 ed il 1991. In particolare si tratta di scodelle, lucerne, anfore, ceramica detta “tipo Crecchio”, vasellame in bronzo e preziosi reperti in legno. I numerosi reperti della villa, che testimoniano una fitta rete di scambi commerciali tra l'Abruzzo bizantino e l'oriente, in special modo l'Egitto copto, hanno consentito di ricostruire le vicende storiche dell'Abruzzo frentano all'epoca del dominio bizantino, tra VI e VII secolo d.C. Ad arricchire l'esposizione si aggiungono reperti provenienti da varie località dell'Abruzzo costiero, tra cui la tabula patronatus del 383 d.C., rinvenuta nei pressi di San Salvo (Chieti), che attesta il conferimento al nobile Aurelio Evagrio Onorio del patronato della città di Cluviae (Piano Laroma-Casoli). La guerra Greco-Gotica che sconvolse il territorio abruzzese nell'inverno 537-538 d.C. è documentato da una serie di armi, tra cui un elmo ostrogoto in rame dorato e ferro rinvenuto in località Santa Lucia, presso Torricella Peligna. La sala Alberto Carlo Fraracci mostra una collezione etrusca donata all'Archeoclub d'Italia sezione di Crecchio nel 1995 dalla famiglia Fraracci. Il 20 luglio 2007 è stata inaugurata una nuova sezione del museo dedicata ai preziosi reperti lignei recuperati nella cisterna della villa romano-bizantina di Casino Vezzani-Vassarella.